# Eric Hill
Eric Hill (Blytheville, 14 novembre 1966) è un ex giocatore di football americano statunitense che ha giocato nel ruolo di linebacker nella National Football League (NFL).
Al college giocò a football a LSU

## Carriera professionistica
Hill fu scelto come decimo assoluto nel Draft NFL 1989 dai Phoenix Cardinals. Vi giocò fino al 1997, dopo di che chiuse la carriera coi St. Louis Rams (1998) e i San Diego Chargers (1999). In seguito divenne un rivenditore d'auto Nissan, diventando il primo a ricostruire la propria rivendita a New Orleans dopo l'Uragano Katrina.

## Statistiche
| Tackle | 1.044 |
| Sack   | 9,0   |